# 約束 (數學)
在數學中，約束（英語：Constraint）是一個最佳化問題的解需要符合的條件。約束可分為等式约束及不等式约束。符合所有約束的解的集合稱為可行集（feasible set）或是候選解（candidate solution）。

## 範例
以下是一個最佳化的問題：
{\displaystyle \min f(\mathbf {x} )=x_{1}^{2}+x_{2}^{4}}
其拘束條件為
{\displaystyle x_{1}\geq 1}
and
{\displaystyle x_{2}=1,\,}
其中 {\displaystyle \mathbf {x} } 表示向量 (x1, x2)。
上例中，第一行定義要最佳化的函數（稱為目標或費用函數），第二、三行定義二個約束條件，一個是不等式約束，另一個是等式約束，這二個約束定義了候選解的範圍。
若沒有約束條件，最佳化的解為{\displaystyle (0,0)\,}，因此處的{\displaystyle f(\mathbf {x} )}有最小值，但這個值不符合約束條件。考慮約束條件的最佳化問題，其解為{\displaystyle \mathbf {x} =(1,1)}，是符合所有約束條件的解當中，使函數有最小值的解。

## 術語
- 若一約束條件在特定點時為一等式，稱為束縛約束，因為此點無法在約束的方向自由移動，就算往該方方向可能會讓目標函數有更好的結束，也無法移動。
- 若一約束條件在特定點時為一不等式，稱為非束縛約束，因為此點仍可以在約束的方向自由移動（不過有可能是因為移動後對目標函數沒有好的影響，因此不移動）。
- 若在特定點下，約束條件中有至少一個無法滿足，此點就稱為不可行。

## 硬約束以及軟約束
若問題中有要求所有的約束都要符合，這稱為「硬約束」（hard constraints），上述所提的都是硬約束。另外有一種約束問題，稱為flexible constraint satisfaction problems。有些約束希望可以滿足，但不強制。這類非強制的約束稱為軟約束，例如preference-based planning。在MAX-CSP的約束滿足問題問題中，可以允許違反一定數量的約束，會依滿足約束的數量來評估解的品質。

## 全域約束
全域約束（Global constraints）是將所有變數一起考慮的約束。像其中一個全域約束是alldifferent，可以用較簡單的語言寫成一連串原子約束的組合：n個變數的alldifferent約束，若將所有變數二二比較，都不相等，約束即成立。在語意上等價於以下許多不等式的交集：{\displaystyle x_{1}\neq x_{2},x_{1}\neq x_{3}...,x_{2}\neq x_{3},x_{2}\neq x_{4}...x_{n-1}\neq x_{n}}。也有其他的全域約束，全域約束的出現擴展了約束架構可以可表達的範圍。在這些例子中，全域約束常會對應一種特殊組合問題的結構。例如确定有限状态自动机可以接受Regular（正則約束）的約束。
全域約束有用在簡化約束滿足問題的建模，擴展了約束語言的表示範圍、也可以促進约束编程。將所有變數一起考慮，可以在求解過程比較早發現一些不可行的情形。

## 外部連結
- Nonlinear programming FAQ
- Mathematical Programming Glossary （页面存档备份，存于）

1. ↑  Rossi, Francesca; Van Beek, Peter; Walsh, Toby. .  1st. Amsterdam: Elsevier. 2006. ISBN 9780080463643. OCLC 162587579.
2. ↑  Rossi, Francesca. . Berlin: Springer-Verlag Berlin Heidelberg. 2003. ISBN 9783540451938. OCLC 771185146.